# Universum uit het niets
A Universe from Nothing: Why There Is Something Rather Than Nothing is een boek verschenen in begin 2012 van de Amerikaanse natuurkundige Lawrence M. Krauss, met een nawoord van Richard Dawkins. Het was oorspronkelijk de bedoeling dat Christopher Hitchens een voorwoord zou schrijven voor het boek, maar hij was te ziek om dit voor zijn dood te kunnen voltooien. Het idee voor het boek kwam voort uit een lezing over de kosmologische implicaties van een vlak, uitdijend heelal, dat Krauss in 2009 gaf op de Atheist Alliance International Conference voor de Richard Dawkins Foundation. Het boek verscheen op de New York Times-bestsellerslijst op 29 januari 2012. De Nederlandse vertaling, getiteld Universum uit het niets: Waarom er iets is in plaats van niets, is uitgegeven in mei 2012. Het boek geeft de lezer een beknopte geschiedenisles over ontdekkingen gedaan in de afgelopen eeuwen omtrent het universum, waarna het zich stort op issues zoals de vorm en grootte van het universum, en uiteindelijk richt zich op de vraag of het mogelijk is dat dit uit het niets ontstaan is. Het boek werd ruim positief ontvangen en heeft veel populariteit gewonnen bij zowel het grote publiek als binnen de wetenschappelijke gemeenschap. Vooral vanuit theologische hoek is er kritiek gekomen, maar ook fysicus en wetenschapsfilosoof David Albert heeft in zijn blog zware kritiek gegeven op de publicatie, Krauss is hier op ingegaan waarna een discussie volgde. 